# Oña (cantão)
Oña é um cantão do Equador localizado na província de Azuay.
A capital do cantão é a cidade de Oña.